# Чепан
Чепан (буг. Чепън) је планина у Бугарској, у Софијској области, између Годечке и Софијске котлине. Планина се простире од запада ка истоку дужином од 20 километара, а ширине је 1-1,5 км. На северу и западу се стрмим странама спушта у Годечку и Бурелску котлину, док се јужно од планине налази Софијска котлина. На истоку, у близини села Бучин проход, 814 метра високим превојем повезана је са Малом планином.
Највиша тачка је Петровски крст - 1.205,6 метара, која се налази на западном делу планине, 3 километра североисточно од града Драгомана, и уздиже се на обронцима резервата Драгоманско блато.
Планина је изграђена од стена из доба Тријаса и Јуре са уским гребенима и стрмим падинама са типичним крашким облицима. Потпуно је безводна планина, са деградираним пејзажом с ретким жбуњем и ксеротермалним травним облицима.
Јужно од планине простире се град Драгоман и села Василовци, Големо и Мало Малово, Рајановци, Црклевци, а северно Букоровци, Бучин проход, Врбница, Каленовци, Летница, Лопушна, Мургаш и Прекрсте.